# Stu Williamson
Stuart Lee „Stu“ Williamson (* 14. Mai 1933 in Brattleboro, Vermont; † 1. Oktober 1991) war ein US-amerikanischer Jazz-Posaunist und Trompeter des Swing und Modern Jazz. 
Stu Williamson war der jüngere Brüder von Claude Williamson. 
Er wurde um 1950 Berufsmusiker und arbeitete zunächst bei Billy May, Charlie Barnet, Skinnay Ennis, 1951 bei Stan Kenton und spielte 1952/53 bei Woody Herman. 1954 wandte er sich auch der Ventilposaune zu, spielte von 1954 bis 1957 mit Shelly Manne und ab 1959 in der Big Band von Terry Gibbs. Außerdem nahm er  Schallplatten mit Bob Cooper, Elmo Hope, Helen Humes, Marty Paich, Pete Rugolo, den Howard Rumsey Lighthouse All Stars, Lennie Niehaus, Bill Holman, Claude Williamson, Clifford Brown/Zoot Sims, Mel Tormé sowie mit Shorty Rogers auf.

## Diskographie
Als Leader:
- Stu Williamson Quintet: Stu Williamson Plays (Bethlehem Records, Fresh Sound Records, 1955–56) mit Charlie Mariano, Claude Williamson, Max Bennett, Stan Levey
- Stu Williamson Quintet: Stu Williamson (Bethlehem, Fresh Sound Records, 1956) mit Charlie Mariano, Bill Holman, Jimmy Giuffre, Claude Williamson, Leroy Vinnegar, Mel Lewis

Als Sideman:
- Terry Gibbs: Dream Band, The Sundown Sessions (Contemporary, 1959)
- Elmo Hope: So Nice (Fresh Sound, 1958)
- Helen Humes: Songs I Like To Sing (OJC, 1960)
- Shelly Manne: Swinging Sounds (OJC, 1956),
- Shelly Manne: More Swinging Sounds (OJC, 1956),
- Shelly Manne & His Men: Concerto for Clarinet & Combo (Contemporary, 1957)
- Charlie Mariano: Charlie Mariano Plays (Bethlehem, Fresh Sound, 1953/54)
- Lennie Niehaus: Zounds (OJC, 1954–56), The Octet No. 2: Volume 3 (OJC, 1955), The Quintets & Strings (OJC, 1955),  Volume 5 – The Sextet (OJC, 1956)
- Shorty Rogers: An Invisible Orchard (RCA, 1961)
- Howard Rumsey Lighthouse All Stars: Jazz Rolls Royce (Fresh Sound, 1957),
- Howard Rumsey Lighthouse All Stars, Vol. 6 (OJC, 1954–1955)
- Zoot Sims: Zootcase (Prestige, 1954)
- Mel Torme: Mel Torme Swings Shubert Alley (Verve, 1960)